# Хардстайл
Хардста́йл (англ. hardstyle, дословно — «жёсткий стиль») — стыковый переходный жанр электронной танцевальной музыки, преобразованный слиянием хард-транса, техно и мейнстрим-хардкора. Сочетая в себе жёсткость ударных и мелодичность лидирующих партий, хардстайл появился в клубах Западной Европы в первой половине 2000-х.

## История
На хардстайл повлиял габбер. Хардстайл берёт своё начало в Нидерландах, где продюсеры, такие как DJ Zany, Lady Dana, DJ Isaac, DJ Pavo, DJ Luna и The Prophet, которые играли в стиле хардкор, начали экспериментировать, играя свои хардкор-записи. Первые записи хардстайла, как, например, Qlubtempo, берут свое начало в начале XXI века. Первые несколько лет хардстайл характеризовался  темпом около 140-150 BPM, сжатым звуком барабана, коротким вокалом и «использованием обратного баса», который можно услышать после каждого удара. После нескольких успешных выпусков на фестивале Qlimax, Q-dance зарегистрировал слово hardstyle в качестве своего бренда 4 июля 2002 года. В 2002 году появилось много лейблов в стиле хардстайл.

## Поджанры

### Дабстайл
В начале 2010-х появился один из разновидностей хардстайла  —  дабстайл. Дабстайл появился при слиянии дабстепа и хардстайла. В дабстайле присутствуют мелодии из хардстайла, удар из хардстайла и барабан из дабстепа.

### Джампстайл
Джампстайл (англ. jumpstyle) — танцевальный стиль и музыкальный подстиль хардстайла. Характеризуется сложным симбиозом многих направлении и жанров: хард-хауса, транса, техно, индастриала и др. Темп обычно колеблется между 135 и 150 BPM.

### Эйфорик-хардстайл
Начиная с 2010 года, хардстайл диджеи и продюсеры усовершенствовали хардстайл и получился эйфорик хардстайл или эйфоричный хардстайл (англ. euphoric hardstyle). Характеризуется гармоничными и эмоциональными мелодиями,  чаще стал использоваться вокал.

### Псайстайл
Подстиль также известный как хардпсай (англ. hardpsy) или пси-стиль (англ. psystyle) — появился примерно в 2016, благодаря слиянию хардстайла и пситранса. Темп составляет 140-155 ударов в минуту. Обычно в пси-стиле ритмический мотив басовой части пси-транса (обычно триоли) перехватывается и имитируется хардстайл-барабаном.

### Роустайл
Характеризуется более быстрым темпом между 155 и 165 BPM, его могут легко перепутать с хардкором из-за ярко выраженных ударных и более грубого баса. В отличие от обычного хардстайла, в роастайле (англ. rawstyle)  может отсутствовать мелодии, но при этом присутствовать разнообразия ударных и кик-роллов.

### Экстра роу
Экстра роу (англ. xtra raw) отличается особенно агрессивным и экстремальным звучанием по сравнению с роустайлом. Часто используются промышленные и индастриал-вдохновленные звуки. Темп данного подстиля обычно составляет 160-165.

### Роутемпо
Относительно новый жанр хардстайла, сочетающий в себе элементы роустайла и аптемпо хардкора. Использование так называемых зааг киков (англ. zaag Kick) характерного искаженного, "режущего" барабана - является ключевой особеностью, отличающей его от классического роустайла.

## См.также
- Хардкор